# Mats Grzesinski
Mats Grzesinski (* 2. November 2000 in Herne) ist ein ehemaliger deutscher Handballtorwart.

## Vereinskarriere
Grzesinski begann mit fünf Jahren bei seinem Heimatverein SV Teutonia Riemke Handball zu spielen. Nach Stationen beim DSC Wanne-Eickel und beim HC Westfalia Herne wechselte er im Alter von 15 Jahren zur Jugendakademie des TuS N-Lübbecke. Dort verbrachte er vier Jahre und unterschrieb seinen ersten Profivertrag. Im Oktober 2018 gab er sein Debüt in der 2. Bundesliga gegen den HC Elbflorenz Dresden. Ende des Jahres 2019 bat er die Verantwortlichen des TuS N-Lübbecke, seinen Profivertrag aufzulösen. Zwischenzeitlich hatte der Torwart beim FC Barcelona ein Probetraining absolviert. Im Sommer 2020 unterschrieb er einen Vertrag beim deutschen Drittligisten VfL Eintracht Hagen, mit dem ihm in der Saison 2020/2021 der Aufstieg in die 2. Bundesliga gelang. Nach der Saison 2023/24 beendete er seine Karriere.

## Berufliches
2022 gründete Grzesinski zusammen mit seinem Bruder neben seiner Ausbildung als Finanz- und Versicherungskaufmann ein Modelabel.